# 糸魚川温泉
糸魚川温泉（いといがわおんせん）は、新潟県糸魚川市にある温泉。フォッサマグナ糸魚川温泉と表記される場合もある。

## 泉質
- ナトリウム・カルシウム-塩化物塩泉（弱アルカリ性高張性高温泉）[1]

神経痛、筋肉痛、打ち身、冷え性、慢性消化器病など様々な症状に効果がある。ただし、いずれも効能はその効果を万人に保証するものではない。

## 温泉街
「ホテル国富 アネックス」および隣接して日帰り入浴施設「糸魚川温泉クアリゾート ひすいの湯」がある。
ホテルは8階建てで、トロピカルムードがあふれている。館内の浴場には打たせ湯や寝湯、サウナなどを備え、ピラミッド型のガラス張りの温泉プール（25mコース、流れるコース、温水浴など）がある。このほか、宿泊者専用の大浴場や露天風呂もある。
「ひすいの湯」には、様々な変わり風呂や露天風呂、フィットネスフロアなどを備えている。

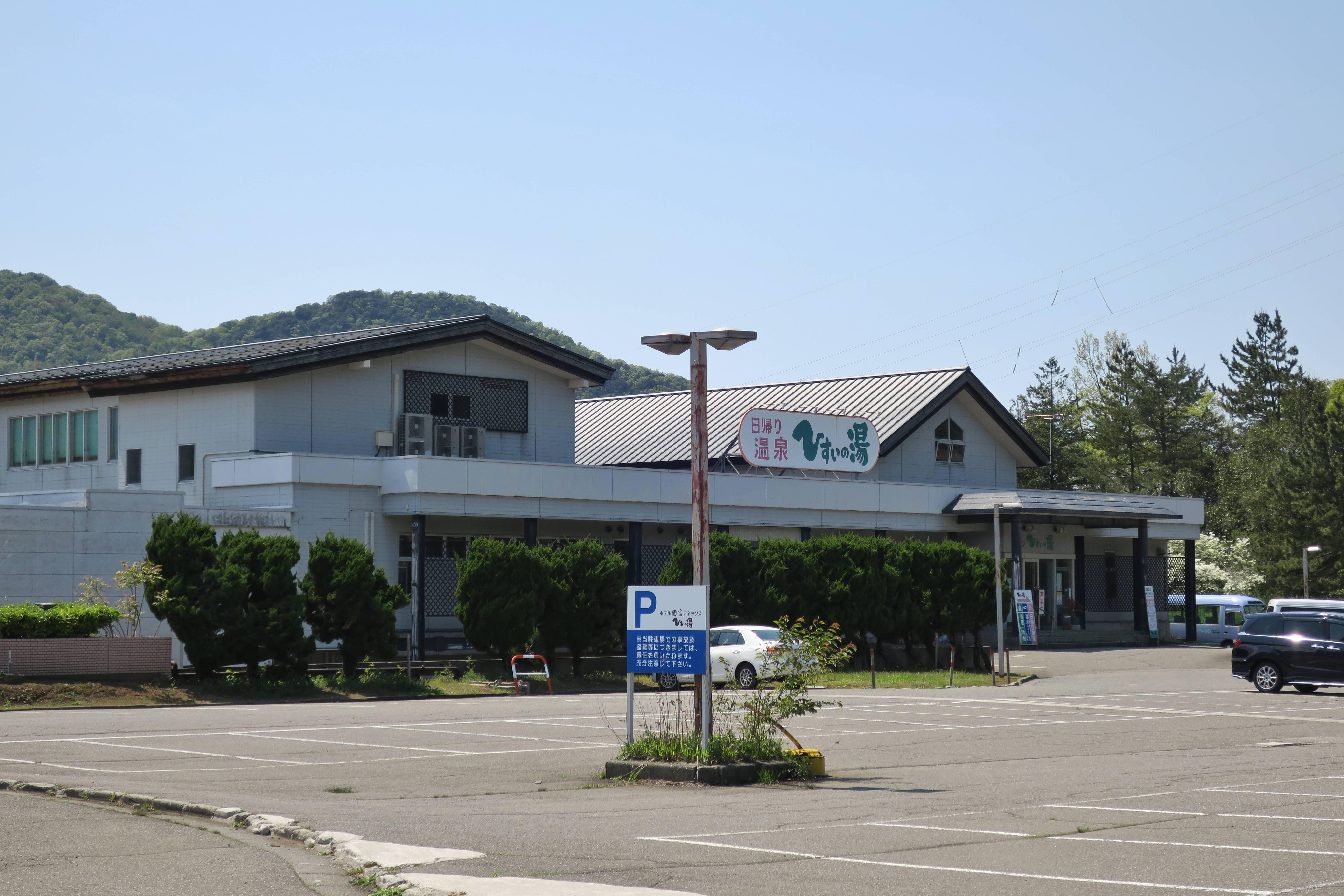
糸魚川温泉クアリゾート ひすいの湯

## 歴史
1988年、協栄産業が温泉掘削に成功し、協栄観光株式会社を設立し、1990年7月5日にホテルの起工式を挙行。1991年12月12日に糸魚川市初の本格的リゾートホテル「ホテル糸魚川」開業した。糸魚川静岡構造線の地中から湧出するという良質な温泉を売りとしたほか、宴会場やレストランを備えるなど当地では相応の知名度を有していた。1994年12月9日には、日帰り入浴施設「ひすいの湯」が開業した。
しかし、開業当初より厳しい業績が続いていたことに加え、その後のバブル崩壊や景気低迷により資金繰りは逼迫し、ホテル建物が競売により売却されるなど事業継続が困難となり2011年（平成23年）7月15日付で営業を終了した。同年8月1日、「ホテル糸魚川」より引き継ぎ、株式会社山下グループが経営する有限会社ホテル国富の別館として、「ホテル国富 アネックス」が営業を再開した。

## アクセス
- 鉄道：JR西日本大糸線姫川駅下車 徒歩2分[1]
- 鉄道：JR西日本北陸新幹線・えちごトキめき鉄道日本海ひすいライン 糸魚川駅 タクシー10分
- 車：北陸自動車道糸魚川IC 3分、長野自動車道安曇野IC／上信越自動車道長野IC いずれも120分